# Serranus cabrilla
La perchia (Serranus cabrilla Linnaeus, 1758) è un pesce osseo d'acqua marina appartenente alla famiglia dei Serranidae.

## Distribuzione e habitat
La perchia è diffusa lungo la fascia costiera dell'Oceano Atlantico orientale, dalla Manica al Capo di Buona Speranza, comprese le Isole Azzorre, Madera e Canarie. È molto comune nel Mediterraneo ed è presente nel Mar Nero. Non è certo se sia presente anche nel mar Rosso per immigrazione dal Mediterraneo.
Vive sui fondali rocciosi e sulle praterie di Posidonia oceanica. In acque profonde può popolare anche fondi sabbiosi o fangosi. Di solito è un pesce strettamente costiero ma si può incontrare fino a 500 metri di profondità.

## Descrizione
Il corpo è allungato, a sezione rotonda con muso appuntito. La bocca è molto ampia, dotata di piccoli denti e labbra carnose. Gli occhi sono grandi. La pinna dorsale ha una prima parte composta da 10 spine dorsali, mentre la parte terminale è composta da raggi molli, ed è arrotondata. Le pinne ventrali e pettorali sono grandi e arrotondate. La pinna caudale è poco forcuta. Le scaglie sono abbastanza piccole.
La livrea è abbastanza variabile e consiste in un fondo bruno chiaro o marrone rossiccio, striato verticalmente da 7-8 larghe fasce irregolari bruno rossastre più o meno scure e orizzontalmente da 1-3 linee regolari arancio o dorate che continuano obliquamente sulla testa del pesce. A metà del corpo è presente una fascia chiara longitudinale. Le pinne sono giallognole.
Raggiunge eccezionalmente una lunghezza di 40 cm, di solito sotto i 25 cm.

## Biologia
Si tratta di un pesce territoriale, dalle abitudini solitarie. È strettamente diurno, la notte si rifugia sul fondale dove assume una livrea più chiara. È un pesce che sembra essere piuttosto coraggioso, tanto da rimanere faccia a faccia con il pericolo alle volte. Curiosamente la sua presenza spesso indica anche la vicinanza di un polpo. La perchia spesso fissa il polpo quando è fuori dalla tana, e lo segue quando caccia sicuramente per mangiare gli avanzi o gli animali in fuga dal polpo.

### Alimentazione
Si nutre di pesci, cefalopodi e crostacei. A dispetto delle piccole dimensioni si tratta di un predatore assai aggressivo, che non esita ad attaccare anche prede di taglia poco inferiore alla sua.

### Riproduzione
Avviene in primavera e all'inizio dell'estate.

## Pesca
Questo pesce viene catturato in abbondanza con tramagli, nasse ed altri attrezzi della pesca professionale costiera. Inoltre abbocca con grande facilità alle lenze innescate con qualunque esca animale e anche alle esche artificiali.
Le carni sono buone ma non hanno uno specifico mercato, è un ingrediente comunissimo delle zuppe di pesce.

## Acquariofilia
La perchia viene allevata in acquari pubblici e privati.